# Tour of Hong Kong Shanghai
Die Tour of Hong Kong Shanghai (chinesisch 環滬港國際自行車大賽 / 环沪港国际自行车大赛), umgangssprachlich auch als „Cepa Tour“ oder „Hongkong-Rundfahrt“ bekannt, ist ein chinesisches Straßenradrennen.
Die Tour of Hong Kong Shanghai ist ein Etappenrennen, das 2006 zum ersten Mal ausgetragen wurde. Seitdem ist es auch Teil der UCI Asia Tour und ist in die UCI-Kategorie 2.2 eingestuft. Zuletzt fand das Rennen im Jahr 2010 wieder statt. Austragungsorte sind vor allem die beiden Großstädte Hongkong und Shanghai sowie deren Umgebung.

## Siegerliste
- 2010  Wai Man Chau
- 2009 abgesagt
- 2008  Christoff van Heerden
- 2007  James Meadley
- 2006  Geert Steurs